# ガジェット (電子機器)
ガジェット（Gadget）は、目新しい道具、面白い小物といった意味を持つ、主に携帯用の電子機器類を指す用語。当記事ではデジタル家電分野における電子機器のガジェットについて記述する。

## 概要
ガジェットは、特別な機能や実用目的を備えている道具で、通常の技術より変わっていたり独創的なデザインがなされたりする傾向にあるものを指すことが多い。多くは単体で動作する機器のことを指すため、単体での動作ができないパソコンの周辺機器などは含まれないが、USBメモリーなど持ち歩きができるサイズのものはガジェットに含まれる。
ガジェットの例としては、iPodなどの携帯音楽プレーヤー、ICレコーダー、PDA、携帯電話、携帯ゲーム機、デジタルカメラ、電子辞書などがある。